# 揚五世 (拉蒂博日)
揚五世（捷克語：Jan V. Ratibořský，約1446年—1493年5月14日），拉蒂博日公爵，瓦茨拉夫二世的長子，1456年至1493年在位。

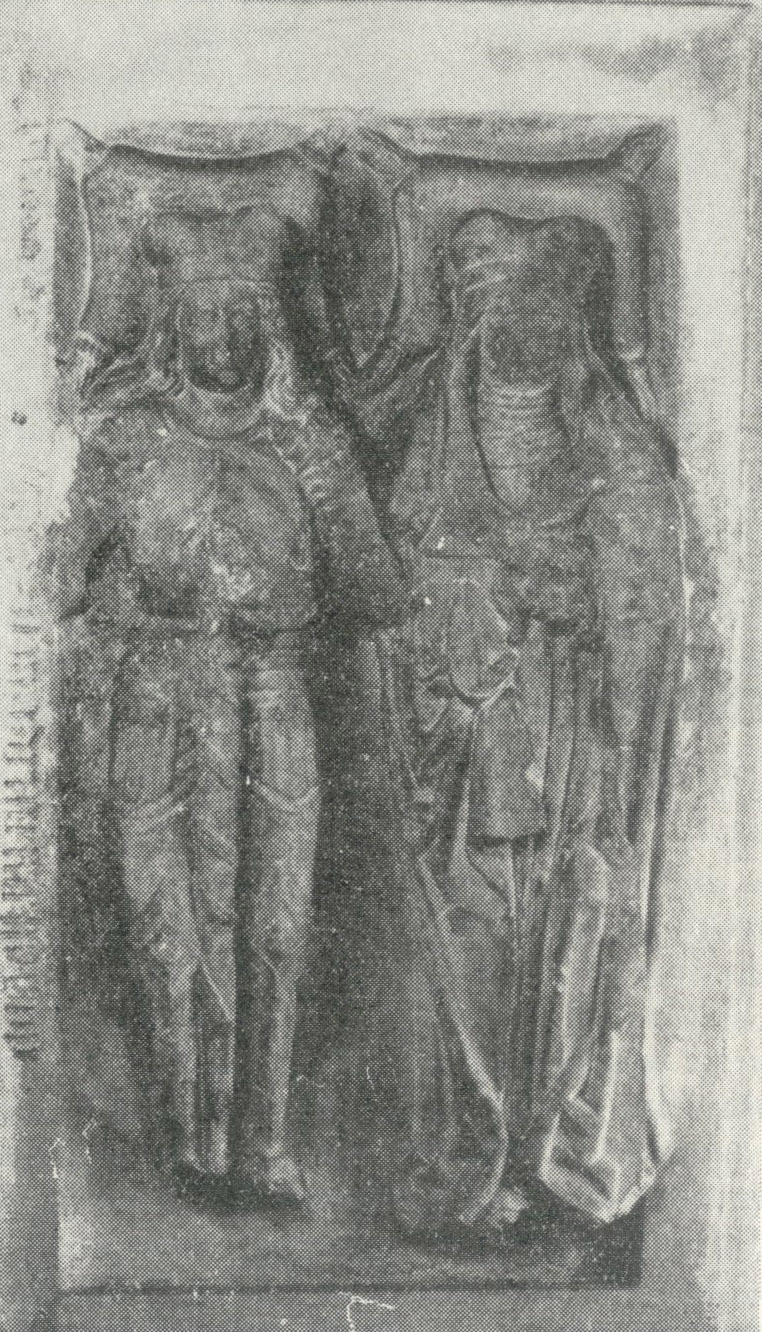
揚五世與妻子瑪格達列娜

## 家庭
1478年，揚五世與奧波列公爵米科瓦伊一世的女兒瑪格達列娜結婚，兩人共有三個兒子：
1. 米庫拉斯（約1483年—1506年）
2. 揚六世（約1484年—1506年）
3. 瓦倫丁（約1485年—1521年）